# Хараз (Чад)
Хараз (фр. Haraz) — деревня и супрефектура в Чаде, расположенная на территории региона Батха. Входит в состав департамента Восточная Батха.

## Географическое положение
Деревня находится в центральной части Чада, на высоте 365 метров над уровнем моря, на расстоянии приблизительно 507 километров к северо-востоку от столицы страны Нджамены.

## Население
По данным официальной переписи 2009 года численность населения Хараза составляла 12 063 человека (5791 мужчина и 6272 женщины). Население супрефектуры по возрастному диапазону распределилось следующим образом: 58,6 % — жители младше 15 лет, 36,5 % — между 15 и 59 годами и 4,9 % — в возрасте 60 лет и старше.

## Транспорт
Ближайший аэропорт расположен в городе Ум-Хаджер.